# Haemogregarina heterodontii
Haemogregarina heterodontii is een soort in de taxonomische indeling van de Myzozoa, een stam van microscopische parasitaire dieren. Het organisme komt uit het geslacht Haemogregarina en behoort tot de familie Haemogregarinidae. Haemogregarina heterodontii werd in 1910 ontdekt door von Prowazek.